# Сюлеймание (квартал на Истанбул)
„Сюлеймание“ (на турски: Süleymaniye) е квартал на Истанбул, разположен в градска околия Фатих. Общата му площ е 0,29 км2. Според данни на Адресната система за регистриране на населението (ABPRS) към 2024 г. населението на „Сюлеймание“ е 640 жители.